# Syberia II
Syberia II är ett datorspel av typen äventyrsspel som ingår i spelserien Syberia. Spelet tänktes ut av serietecknaren Benoît Sokal och utvecklades av franska Microïds. Syberia II gavs ut år 2004 till plattformarna Microsoft Windows, Playstation 2 och Xbox. Senare skapades även en version för smarttelefoner.
Den amerikanska advokaten Kate Walkers äventyr fortsätter i Syberia II. Hon överger sitt stressiga liv i New York för att ackompanjera en excentrisk uppfinnare i det fjärran Sibirien, där återstoder av mammutar fortfarande lever.